# Franz Arnold (dramaturge)
Pour les articles homonymes, voir Franz Arnold (homonymie).
Franz Arnold, né le 28 avril 1878 à Żnin (royaume de Prusse) et mort le 29 septembre 1960 à Londres (Angleterre), est un acteur, scénariste et dramaturge allemand.
Il a fréquemment collaboré avec Ernst Bach après que leur première pièce Die spanische Fliege ait été un succès. Il émigre en Grande-Bretagne en 1933.

## Biographie
Franz Arnold suit une formation de dessinateur à Berlin. Il suit des cours de théâtre et commence sa carrière d'acteur de théâtre à l'âge de 19 ans à Eberswalde. En 1907, il est embauché comme comédien au Théâtre Friedrich-Wilhelmstädtisches de Berlin. En 1909, il travaille au Lustspielhaus où il rencontre Ernst Bach, avec qui il se fait connaître en tant que membre du duo d'auteurs Arnold und Bach (de). Sous la direction de Bach et avec lui, il joue comme acteur dans des Schwänken (de), écrites conjointement. En 1917/1918, les deux hommes se produisent dans un théâtre militaire. Après 1920, Arnold met en scène des pièces de théâtre communes à Berlin, et Ernst Bach à Munich.
En 1933, il émigre en Angleterre, mais revient pour cause de maladie. En 1937, il réussit à émigrer à nouveau avec sa seconde épouse Henriette Mehler. En 1947, il obtient la nationalité britannique.

## Pièces du duo Arnold et Bach
- Die spanische Fliege (1913)
- Die schwebende Jungfrau (1916)
- Die Fahrt ins Glück (1916, opérette, musique de Jean Gilbert)
- Die bessere Hälfte (1917)
- Fräulein Puck (1919, vaudeville, musique de Walter Kollo)
- Das Jubiläum (1920)
- Zwangseinquartierung (1920)
- Der keusche Lebemann (1921)
- Die Königin der Nacht (1921, opérette, musique de Walter Kollo)
- Der kühne Schwimmer (1922)
- Dolly (1923, opérette, musique de Hugo Hirsch)
- Der Fürst von Pappenheim (1923, opérette, musique de Hugo Hirsch)
- Die vertagte Nacht (1924)
- Der wahre Jakob (1924)
- Die vertauschte Frau (1924, opérette, musique de Walter Kollo)
- Olly-Polly (1925, opérette, musique de Walter Kollo)
- Stöpsel (1926)
- Hurra, ein Junge (1926)
- Unter Geschäftsaufsicht (1927)
- Arme Ritter (1928, opérette, musique de Walter Kollo)
- Weekend im Paradies (1928)
- Hulla Di Bulla (1929)

## Pièces de Franz Arnold
- Mein alter Herr (avec Victor Arnold, 1913)
- Das Fräulein vom Amt (avec Georges Okonkowski, 1916, opérette, musique de Jean Gilbert)
- Das öffentliche Ärgernis (1931)
- Da stimmt was nich (1932)
- Rise and Shine (avec Robert Gilbert, 1936, opérette, musique de Robert Stolz. Adaptation anglaise de Harry Graham et Desmond Carter)

## Filmographie

### Du duo Arnold et Bach
- La Mouche espagnole (1931)
- Une nuit de folie (1950, basé sur Der wahre Jakob)
- La Mouche espagnole (1955)
- Der kühne Schwimmer (1957, basé sur Der kühne)

### De Franz Arnold
- Sein Scheidungsgrund (scénario, avec Max Jungk, 1931)
- Da stimmt was nicht (1934)
- Public Nuisance No. 1 (idée d'histoire, 1936)
- The Wedding Trip (1936, basé sur Da stimmt was nicht)
- Skandal um Dodo (de) (1959, basé sur Das öffentliche Ärgernis)